# Zhil'naya Mountain
Zhil'naya Mountain är ett berg i Antarktis. Det ligger i Östantarktis. Norge gör anspråk på området. Toppen på Zhil'naya Mountain är 2 560 meter över havet, eller 460 meter över den omgivande terrängen. Bredden vid basen är 4,5 km.
Terrängen runt Zhil'naya Mountain är huvudsakligen kuperad, men åt nordost är den platt. Trakten är obefolkad. Det finns inga samhällen i närheten.